# Ricardo Utrilla
 (décembre 2022).
Ricardo Utrilla, né le 13 janvier 1935 à Madrid où il est mort le 18 décembre 2005,, est un journaliste et patron de presse espagnol, qui fut président de l'Agence de presse EFE de 1983 à 1986.

## Biographie
Diplômé de l'école de journalisme en 1955, il fait ses débuts en 1957 à l'Agence EFE puis rejoint l'Agence France-Presse comme directeur adjoint du service en espagnol à Paris, où il fréquente Mario Vargas Llosa et Carlos Semprún, puis comme journaliste à Washington.
À son retour à Madrid en 1972, il fait partie des fondateurs du "Grupo 16" qui éditera l'hebdomadaire d'information économique Cambio 16, en tant que chef du service des actualités internationales. Au côté de Juan Tomás de Salas, le promoteur de Cambio 16, il devient le premier directeur du quotidien Diario 16, lancé en septembre 1976. Ami du Premier ministre espagnol Felipe Gonzalez et de l'écrivain français Jean-François Revel, il retrouve ensuite l'Agence de presse EFE, dont il devient le président de 1983 à 1986.